# Wuestneia epispora
Wuestneia epispora är en svampart som beskrevs av Z.Q. Yuan 1997. Wuestneia epispora ingår i släktet Wuestneia, ordningen Diaporthales, klassen Sordariomycetes, divisionen sporsäcksvampar och riket svampar.   Inga underarter finns listade i Catalogue of Life.